# $Trump
$TRUMP ist ein Meme-Coin, der von dem US-Präsidenten Donald Trump beim Initial Coin Offering (ICO) am 17. Januar 2025 herausgegeben wurde und auf der Solana-Blockchain-Plattform gehostet wird. Die Herausgabe der Kryptowährung wurde wegen Donald Trumps Interessenkonflikten im Zusammenhang mit dem Projekt und seinen präsidialen Pflichten kritisiert. Da mit Trump und seiner Familie verbundene Unternehmen das Projekt kontrollieren, hat Trump finanziell durch den Verkauf von Tokens und dadurch erhobene Gebühren profitiert. In seiner zweiten Amtszeit als US-Präsident hat Trump für $TRUMP geworben, was zu einem erheblichen Anstieg seines Nettovermögens beigetragen hat. 

## Geschichte
Der Trump Meme Coin wurde am 17. Januar 2025 eingeführt, drei Tage vor Trumps zweiter Amtseinführung als Präsident der Vereinigten Staaten. Das Fehlen einer öffentlichen Ankündigung führte zunächst zu Vermutungen, dass es sich bei der Kryptowährung um einen Betrug handele und keine Verbindung zum gewählten Präsidenten bestehe. Einige Stunden später kündigte Trump $TRUMP auf seinen sozialen Konten bei X und Truth Social an. Die Ausgabe kurz vor Amtsantritt ermöglichte es Trump Ethikbestimmungen zu umgehen, welche für amtierende Staatsbedienstete gelten.

„My NEW Official Trump Meme is HERE! It’s time to celebrate everything we stand for: WINNING! Join my very special Trump Community. GET YOUR $TRUMP NOW.“

„Mein NEUES offizielles Trump Meme is DA! Es ist Zeit all jenes zu feiern, wofür wir stehen: SIEGEN! Tretet meiner überaus speziellen Trump Community bei: HOLT EUCH JETZT EUREN $TRUMP.“

Nach der Markteinführung schnellte der Preis über Nacht um mehr als 300 % in die Höhe und wurde innerhalb von zwei Tagen zur 19. wertvollsten Kryptowährung der Welt mit einem Gesamthandelswert von fast 13 Mrd. US-Dollar und einem Gesamtwert von 29 Mrd. US-Dollar bei einem Wert von 64 US-Dollar für jeden der 200 Millionen ausgegebenen Tokens bis zum Nachmittag des 19. Januar. Die New York Times berichtete, dass Trump-Mitglieder weitere 800 Millionen Tokens kontrollierten, die hypothetisch zu diesem Zeitpunkt 56 Milliarden Dollar wert waren, was Trump mit einem geschätzten Nettovermögen von 63,8 Milliarden Dollar zu einem der reichsten Menschen der Welt mache. Am 19. Januar 2025 startete Trumps Frau Melania ihren eigenen Meme-Coin, $Melania.
Im Mai 2025 kündigte Donald Trump ein persönliches Dinner-Treffen mit den größten $Trump-Investoren an. Anfang Mai hatte der Token bereits 80 % an Wert gegenüber seinem Höchststand verloren.
Die New York Times berichtete am 13. Mai 2025, dass ein mit TikTok verbundenes Unternehmen ohne eigene Umsätze angekündigt hatte, 300 Millionen US-Dollar in $Trump zu investieren. TikTok wird in den USA von einem Verbot bedroht, wobei Trump die Entscheidung darüber mehrfach verschoben hatte.

## Struktur
Laut der offiziellen Website konzentriert sich das Eigentum an dem Token weitgehend auf zwei Unternehmen, die Trump gehören: CIC Digital LLC und Fight Fight Fight LLC, die zusammen 80 Prozent der nach dem ICO verbleibenden Tokens halten. Trumps persönlicher Gewinn unter dieser Eigentümerstruktur ist unklar. Die restlichen Tokens sollen schrittweise über drei Jahre ausgegeben werden.

## Reaktionen
Das Krypto-Projekt stieß auf große Kritik und zahlreiche negative Reaktionen. Das Projekt und die Möglichkeit, dass ausländische Regierungen den Coin kaufen und Trump damit bereichern oder bestechen könnten, wurde als möglicher Verstoß gegen die in der US-amerikanischen Verfassung verankerte Klausel über Auslandsbezüge kritisiert. Umgehend nach Ausgabe des Coins kamen zudem Verdächtigungen über Insiderhandel auf.
Kritiker befürchteten, dass der Coin Sonderinteressen und ausländischen Regierungen erlauben könnte, Einfluss auf den Präsidenten zu erlangen. Kritik wurde z. B. von Führungspersonen von Antikorruptionsorganisationen wie Campaign Legal Center oder Citizens for Responsibility and Ethics in Washington geäußert. Nick Tomaino, eine ehemalige Führungskraft bei Coinbase, beschrieb Trumps Besitz und den Zeitpunkt der Kryptowährung als „räuberisch“. Anthony Scaramucci, ein ehemaliger Kommunikationsdirektor des Weißen Hauses während der ersten Trump-Administration und Krypto-Investor, beschrieb den Coin als „Korruption auf Idi-Amin-Niveau“ und sagte, dass die Einführung des Coins schlecht für die ganze Kryptobranche sei. Er fügte hinzu: „Jetzt kann jeder in der Welt im Wesentlichen mit ein paar Klicks Geld auf das Bankkonto des Präsidenten der USA einzahlen.“
$Trump wurde als „Pump and Dump“-Schema charakterisiert, welches es Insidern ermöglicht, sich auf Kosten von Trumps Anhängern zu bereichern. Eine von der New York Times in Auftrag gegebene Analyse kam zu dem Schluss, dass 813.294 Wallets durch den Handel mit dem Coin 2 Milliarden Dollar verloren hätten, während das Unternehmen des Präsidenten und seine Partner etwa 100 Millionen Dollar an Handelsgebühren eingenommen hatten. Laut Fortune „hat der Memecoin von Präsident Donald Trump weniger als drei Wochen nach seiner Veröffentlichung mehr Verlierer als Gewinner hervorgebracht. Für jeden Dollar an Handelsgebühren, den die Schöpfer der Trump-Kryptowährung eingenommen haben, haben die Anleger 20 Dollar verloren“. Bis März 2025 lagen die Gewinne für die Herausgeber durch Verkäufe und Gebühren bei über 350 Millionen US-Dollar, während die Tokens den Großteil ihres Wertes verloren hatten.
Der Abgeordnete Sam Liccardo, ein Demokrat aus Kalifornien, brachte in Reaktion einen Gesetzesentwurf für den Modern Emoluments and Malfeasance Enforcement Act (MEME Act) ein, der die Ausgabe oder Bewerbung von finanziellen Vermögenswerten durch den Präsidenten, hochrangige Beamte des Weißen Hauses oder Mitglieder des Kongresses oder deren Ehepartner oder Kinder verbieten würde. Er würde auch ein privates Klagerecht für jeden enthalten, der durch den Kauf solcher Vermögenswerte geschädigt wird.